# Dansk Forfatterforening
Dansk Forfatterforening, stiftet 19. maj 1894, er en faglig organisation for forfattere af skønlitteratur for voksne, unge og børn, illustratorer af børne- og ungdomsbøger, faglitterære forfattere, lyrikere og oversættere fra såvel fremmedsprog til dansk som fra dansk til fremmedsprog.

## Formænd
- 1894-1902: Carl Torp
- 1902-1908: Karl Larsen
- 1908-1909: Carl Torp (igen)
- 1909-1912: Otto Benzon
- 1912-1915: Erik Skram
- 1915-1931: Sophus Michaëlis
- 1931-1932: Thit Jensen
- 1932-1939: Jens Hartvig Jacobsen
- 1939-1946: Harry Søiberg
- 1946-1956: Cai M. Woel
- 1956-1963: Hans Lyngby Jepsen
- 1963-1964: Palle Lauring
- 1964-1968: Jørgen Vibe
- 1968-1971: Hilmar Wulff
- 1971-1981: Hans Jørgen Lembourn
- 1981-1984: Peter Seeberg
- 1984: Lars-Henrik Olsen (konstitueret 01.09.1984-31.12.)
- 1985-1988: Hans Hansen
- 1989-1990: Jesper Jensen
- 1990-1991: Dea Trier Mørch
- 1991: Hans Reusch (konstitueret 23.03.1991-13.05.)
- 1991-1997: Mette Koefoed Bjørnsen
- 1998-2004: Knud Vilby
- 2004-2005: Per Helge Sørensen
- 2005-2009: Frants Iver Gundelach
- 2009-2011: Lotte Garbers
- 2012-2014: Jo Hermann
- 2014-2017: Jakob Vedelsby
- 2017- : Morten Visby

## Æresmedlemmer
Denne liste er ufuldstændig; hjælp gerne med at udfylde den.
- 1910: Georg Brandes
- 1918: Henrik Pontoppidan
- 1940: Vilhelm Andersen og Thit Jensen
- 1945: Martin Andersen Nexø
- 1948: Harry Søiberg
- 1954: Ingeborg Andersen
- 1956: Inger Bentzon
- 1958: Cai M. Woel
- 1966: Julius Bomholt
- 1968: Ragna Norstrand
- 1974: Hilmar Wulff
- 1978: Hans Scherfig
- 1980: Niels Klerk

## Kendte sekretærer
- Alex Schumacher
- 1905-1910: Louis Bobé

## Forfatterlandsholdet
Forfatterlandsholdet er et fodboldhold , hvis spillere alle er danske, skønlitterære forfattere. Holdet sorterer under Dansk Forfatterforening, men ledes og organiseres af de til enhver tid deltagende spillere. Det afholder sin ugentlige træning i København.
Tidlligere var Forfatterlandsholdet kendt under navnet FC Fodboldenglen, som er titlen på den berømte generationsroman af Hans-Jørgen Nielsen fra 1979.
Forfatterlandsholdet spiller landskampe mod tilsvarende forfatterlandshold især fra nabolandene. Der er således afviklet kampe mod fx Sverige og Tyskland.
Den 27. maj 2011 afvikledes en officiel landskamp mod Norges forfatterlandshold på det olympiske stadion i Lillehammer. Norge vandt 10-1, og Martin Larsen scorede det enlige danske mål.
Hver sommer spiller Forfatterlandsholdet træningskampe mod et hold bestående af litteraturanmeldere ved dagbladene.

## Udgivelser
Lyrikergruppen i Dansk Forfatterforening udgav 2009 en 1045 sider PDF-antologi på eget forlag, ordløst.dk, med en stor del af foreningens digtere, "ORDLØST - 119 digtere i Dansk Forfatterforening".
Denne samling var samtidig den første danske digitale lyrikantologi, og hvad omfanget angår nok den største. Inspirationen til samlingen kom af en impromptu invitation til en lille antologi, der blev udgivet som Nyhedsbrev #19 i 2008 med godt 40 af foreningens digtere.
I 2018 udgav foreningen og digterne i fællesskab, på initiativ fra Lyrikergruppens medlemmer, et festskrift for digteren Knud Sørensen som bog (uden ISBN), "Et stykke af din tid - fra kolleger i Dansk Forfatterforening". Andekdotisk bekræfter Knud Sørensen heri - som vel nok en af de første i sin tid - at det er muligt at bruge en computer til at skrive digte (1980).

## Trivia
- Dansk Forfatterforening uddeler og administrerer en række legater og litteraturpriser, bl.a. Drassows Legat , Forfatter Martin Jensen og hustru Manja Jensens Legat og Autorkontoen
- To store lokaler i Strandgade viste sig at være dækkede af enorme malerier gemt bag masonitplader. Disse blev restaureret over en årerække ved hjælpe af en tildeling på 5 millioner fra Carlsberg-fondet.
- Dansk Forfatterforening indstiller hvert år to af de fire danske repræsentanter til Nordisk Debutantseminarium på Biskops Arnö i Sverige, en i kategorien poesi og en i kategorien prosa.